# Magyaria annobonica
Magyaria annobonica är en kvalsterart som beskrevs av Pérez-Íñigo 1982. Magyaria annobonica ingår i släktet Magyaria och familjen Haplozetidae. Inga underarter finns listade i Catalogue of Life.